# Мегуреле
Мегуреле (рум. Măgurele) — місто у повіті Ілфов в Румунії. Адміністративно місту підпорядковані такі села (дані про населення за 2002 рік):
- Алунішу (1306 осіб)
- Виртежу (2050 осіб)
- Думітрана (702 особи)
- Прунь (210 осіб)

Місто розташоване на відстані 10 км на південний захід від Бухареста, 149 км на південь від Брашова.

## Населення
За даними перепису населення 2002 року у місті проживали 9272 особи.
Національний склад населення міста:
| Національність   | Кількість осіб | Відсоток |
| ---------------- | -------------- | -------- |
| румуни           | 9065           | 97,8%    |
| цигани           | 186            | 2,0%     |
| угорці           | 10             | 0,1%     |
| українці         | 2              | < 0,1%   |
| німці            | 2              | < 0,1%   |
| росіяни-липовани | 2              | < 0,1%   |
| турки            | 2              | < 0,1%   |
| татари           | 1              | < 0,1%   |
| серби            | 1              | < 0,1%   |

Рідною мовою назвали:
| Мова       | Кількість осіб | Відсоток |
| ---------- | -------------- | -------- |
| румунська  | 9130           | 98,5%    |
| циганська  | 125            | 1,3%     |
| угорська   | 8              | 0,1%     |
| німецька   | 2              | < 0,1%   |
| російська  | 2              | < 0,1%   |
| турецька   | 2              | < 0,1%   |
| українська | 1              | < 0,1%   |
| сербська   | 1              | < 0,1%   |

Склад населення міста за віросповіданням:
| Релігія                                       | Кількість осіб | Відсоток |
| --------------------------------------------- | -------------- | -------- |
| православні                                   | 9192           | 99,1%    |
| римо-католики                                 | 28             | 0,3%     |
| п'ятдесятники                                 | 11             | 0,1%     |
| греко-католики                                | 11             | 0,1%     |
| мусульмани                                    | 6              | 0,1%     |
| реформати                                     | 5              | 0,1%     |
| атеїсти                                       | 4              | < 0,1%   |
| лютерани                                      | 3              | < 0,1%   |
| баптисти                                      | 1              | < 0,1%   |
| бретрени                                      | 1              | < 0,1%   |
| старообрядці                                  | 1              | < 0,1%   |
| лютерани (Синодально-пресвітеріанська церква) | 1              | < 0,1%   |
| лютерани (Аугсбурзького сповідання)           | 1              | < 0,1%   |

## Зовнішні посилання
- Дані про місто Мегуреле на сайті Ghidul Primăriilor [Архівовано 16 червня 2009 у Wayback Machine.]